# Psyllobora renifer
Psyllobora renifer – gatunek chrząszcza z rodziny biedronkowatych i podrodziny Coccinellinae.
Gatunek ten opisany został po raz pierwszy w 1899 roku przez Thomasa Lincolna Caseya na łamach „Journal of the New York Entomological Society”. Jako miejsce typowe wskazano Brownsville w stanie Teksas.
Chrząszcz o ciele owalnym w zarysie, grzbietobrzusznie przypłaszczonym, długości od 2,3 do 2,7 mm. Głowa jest owłosiona. Czułki mają nabrzmiały i nieco spłaszczony człon nasadowy. Ubarwienie tła wierzchu ciała jest jasnożółte. Na tym tle występuje wzór z brązowych plam podobny do tego u P. vigintimaculata, jednak plamy są rozmyte i na pokrywach silniej pozlewane niż u P. vigintimaculata, zwłaszcza w tylnej ich połowie. W przeciwieństwie do P. nana brak jest plamy wierzchołkowej na szwie w ⅔ długości pokryw.
Owad północnoamerykański, znany z północnego Meksyku i południowych Stanów Zjednoczonych. W tych ostatnich rozmieszczony jest od wschodniej Kalifornii i zachodniej Nevady przez południe Arizony i Nowego Meksyku oraz południowy Teksas po Luizjanę.